# 第一次段祺瑞內閣
第一次段祺瑞內閣成立於民國5年（1916年）4月23日，結束於同年6月29日，之後內閣改組成新內閣。
1916年3月22日袁世凱被迫取消帝制後，任命徐世昌重新出任國務卿，希望与独立督军谋和，徐就任一個月之後但因谋和不成辭任，推舉參謀總長段祺瑞自代。4月22日段祺瑞出任国务卿。4月23日组成新内阁。6月6日袁世凯病死。6月29日政事堂復名国务院，国务卿復名国务总理。
此屆內閣壽命只有兩個月，但是閣員變動頗多。

## 內閣成員
| 職位     | 姓名   | 備注                              |
| -------- | ------ | --------------------------------- |
| 国务卿   | 段祺瑞 |                                   |
| 外交總長 | 陸徵祥 | 於1916年5月17日請假，由曹汝霖兼署 |
| 內務總長 | 王揖唐 |                                   |
| 財政總長 | 孫寶琦 |                                   |
| 財政總長 | 周自齊 | 署理，1916年5月20日就任           |
| 陸軍總長 | 段祺瑞 | 兼任                              |
| 海軍總長 | 劉冠雄 |                                   |
| 司法總長 | 章宗祥 |                                   |
| 教育總長 | 張國淦 |                                   |
| 農商總長 | 金邦平 |                                   |
| 農商總長 | 章宗祥 | 兼任，1916年6月6日就任            |
| 交通總長 | 曹汝霖 |                                   |